# Дайър (окръг, Тенеси)
Окръг Дайър (на английски: Dyer County) е окръг в щата Тенеси, Съединени американски щати. Площта му е 1362 km², а населението – 37 279 души (2000). Административен център е град Дайърсбърг.